# Пилипенко Яків Михайлович
Я́ків Миха́йлович Пилипе́нко (нар. 1694 — пом. після 1767) — переяславський полковий осавул.

## Біографія
Народився в родині березанського сотника Михайла Івановича Пилипенка. 
Значковий товариш з 1730 по 1732 рр. У 1734 р. один з трьох кандидатів на березанське сотництво. 
4 липня 1736 р. через конфлікт з Г. Моцоком подав заяву “о безчестіи”.
У 1734 р. був призначений переяславський полковим осавулом. Очолював Переяславський полк в Російсько-турецькій війні 1735—1739 рр.
У лютому 1750 р. брав участь в обранні Кирила Розумовського на гетьманство.
Влітку 1763 був відправлений у відставку з наданням йому посади відставного полкового судді.
12 травня 1768 р. разом з полковим суддею Дараганом та переяславським полковником Іваненком був тимчасово звільнений з посади, і викликаний до Генерального військового суду у звинуваченні у застосуванні тортур при допитах заарештованих. Того ж року в Генеральній військовій канцелярії розглядалось його звинувачення відставного капітана Петра Лукашевича у вивезенні підданого та захопленні коней

## Маєтності
Володів хутором над р. Супойцем між степами вільними березанськими і яготинськими, побудованому на батьківських землях і куплених у ярешківського жителя Леська Тарасенка. 
Протягом 1745—1749 рр. вів тяжби з генералом Вишневецьким та полковим осавулом Григорієм Лукашевичем за повернення захоплених ними рангових ґрунтів у с. Вовчків 2-ї полкової сотні. В лютому 1749 р. звинуватив полкового сотника Івана Добронизького в зневазі Христа і чаклунстві. 
Володів у 1768 р. як абшитований полковий суддя двором у Пилипчичах (3 покої господаря, 4 людських, поварня, 4 комори для хліба, 2 конюшні, баня, клуня), до двору землі орної на 501 день, 2 сінокоси, острів з деревами, ставок з гребелькою і з малою рибною ловлею, винокурня на 2 казани (120 відер горілки для власного споживання), 3 млина на 3 мучних кола, пасіка на 90 пнів (мед для родини і на церкву). Йому також належало 3 двори і 10 бездвірних хат. На ці володіння мав універсал Данила Апостола.

## Родина
Сестра Анастасія Михайлівна з 1718 р. була одружена з Іллєю Михайловичем Турчиновським, сином березанського сотника. Сам Яків Михайлович був одружений з Тетяною (чи Анастасією) Євстратіївною Гулак (1701 — ран. 1763). Їх діти:
- Іван Якович Пилипенко (1728—1767 — ?), в службі з 1753 р. — військовий канцелярист, сотник 1-ї полкової Переяславської сотні (1758—1767). Д..: Ірина Федорівна N (по материнській лінії Мирович-Полуботок) (у1763 р. їх доньці Ганні 8 р.);
- Федір Якович Пилипенко (1732—1777 — ?), у 1758—1763 — військовий канцелярист, пізніше — Переяславський полковий осавул. Був одружений з донькою бунчукового товариша Мариною Степанівною Ілляшенко (? — ран. 1774).
- Семен Якович Пилипенко (1740—1787 — ?), останній сотник басанський (1770—1782). Д.: Параскева Іванівна Нестелій — донька сотника басанського;
  - Іван Семенович Пилипенко
- Наталія Яківна Пилипенко (1738—1774). Ч.: Юхим Данилевський з 1739 р. значковий товариш у ГВК, військовий канцелярист ГВК (1741—1765.4.10.), у 1766 р. — секретар ГВК. У 1775 р. удівець, дітей не мав, жив у с. Усівці Басанської сотні, де мав 21 підданого. Абшитований військовий товариш.
- Гафія Яківна Пилипенко (1742—1775 — ?). Ч.: Максим Романович Сноєвський (бл.1730 — 1775 — ?), син польського шляхтича, що вийшов з м. Глуська, суддя розправний, його другий шлюб.
- Євдокія Яківна Пилипенко (1725—1786 — ?), Ч.: Шум Павло Матвійович (? — 1729—1783) — син хорунжого полкового київського, службу розпочав з 1740 р., з 1751 р. значковий товариш, 1751 р. тримав сотенне правління замість сотника Негрулі, який був у поході. У 1754 р. був за полкового командира на будівництві фортеці св. Єлизавети. Сотник козелецький (з 1768.30.01) на місце Павла Руголя. Бунчуковий товариш (з 1781.10.08.). Абшитований бунчуковий товариш (1782). Власник 14 селянських дворів. Засідатель Козелецького повітового суду. Помер бездітним.
- Ганна Яківна Пилипенко (1727—1748 — ?), Ч.: Косяровський Григорій Васильович (1731 — ?) — навчався в КМА (1742), службу розпочав з 1745 р. у ГВК, військовий товариш (з 1757), писар Роменського повіту (1764), писар полковий Лубенський (з 1765), абшитований полковим суддею (з 31 серпня 1765), бунчуковий товариш у Лубенському полку (з 14 квітня 1783), абшитований бунчуковий товариш (?– 1787—1790 — ?). Мав 77 підданих у 1 селі і 1 хуторі. Дітей не мали.